# Автохолодильник

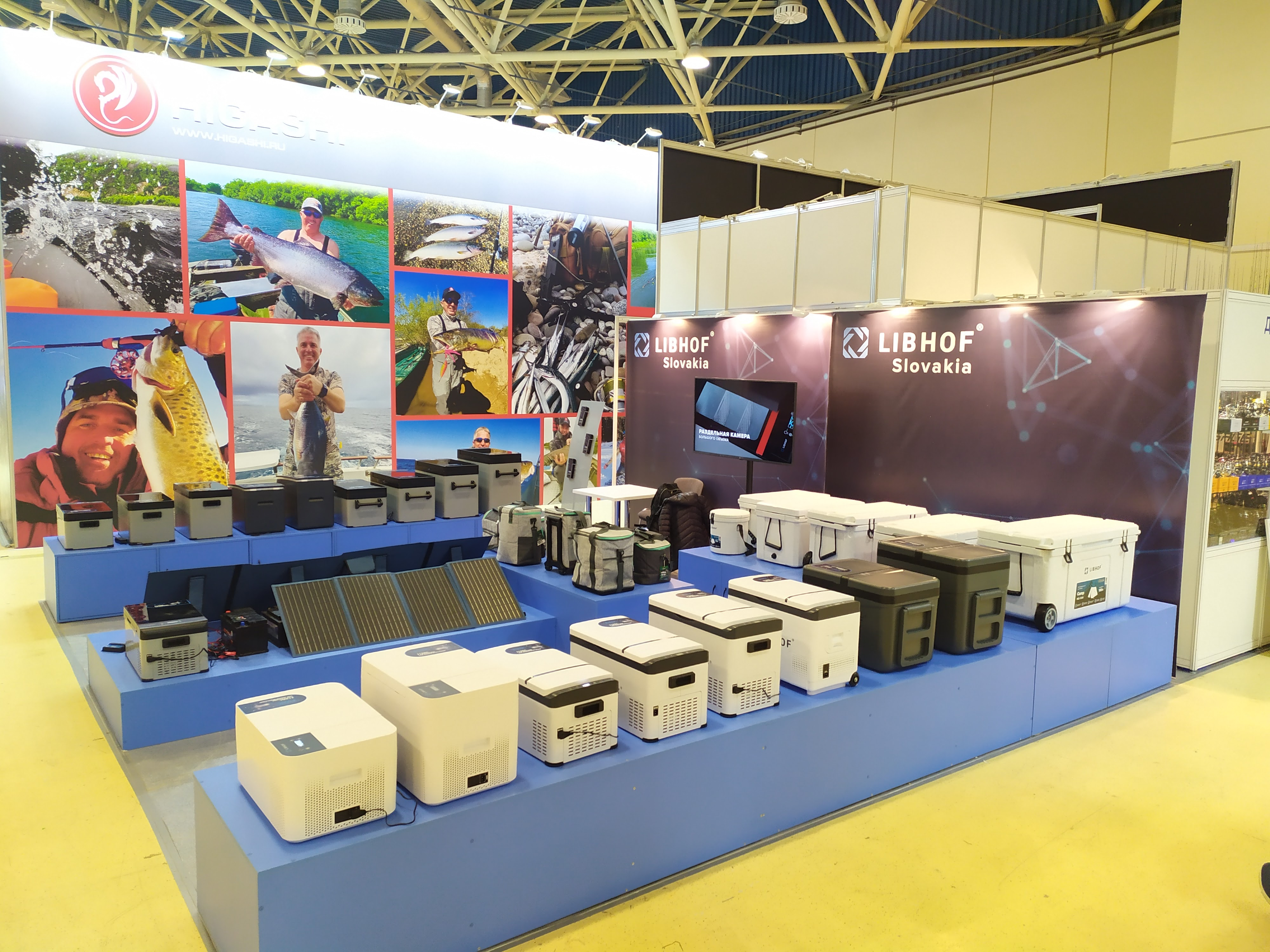
Модельный ряд автохолодильников Libhof

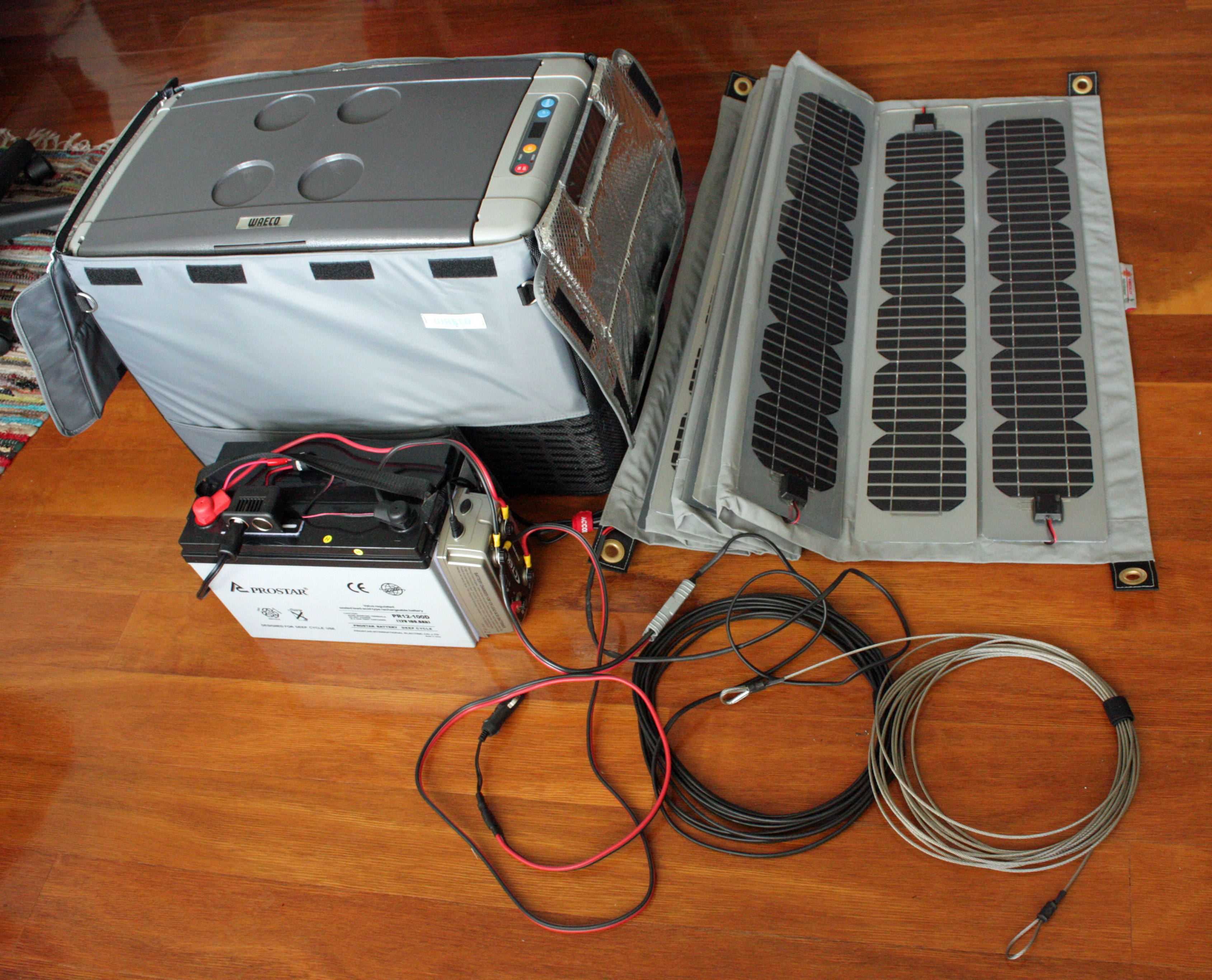
Пример использования автохолодильника Waeco с аккумулятором и солнечной батареей

Автохолодильник (автомобильный холодильник, англ. portable car fridge (refrigerator)) — вид компактного портативного холодильника, предназначенный для использования в автомобиле.

## Описание
Автохолодильники можно классифицировать по следующим критериям:
- По месту установки: отдельностоящие на сидении (крепится ремнём безопасности), встроенные в подлокотник, напольные;
- По количеству камер: одно- и двухкамерные;
- По типу охлаждения: компрессорные, термоэлектрические, газовые (абсорбционные).

Отельным подвидом можно считать сумки-холодильники с аккумуляторами холода.
Встраиваемые автохолодильники чаще всего можно встретить в трейлерах, автобусах и некоторых моделях элитных автомобилей.
Все автохолодильники, вне зависимости от принципа охлаждения, работают от прикуривателя с постоянным током 12 В. Большинство компрессорных и абсорбционных моделей могут работать как от прикуривателя, так и от обычной сети переменного тока напряжением 220 В, что позволяет пользоваться ими вне салона.
Объём камер варьируется от 1 до 200 л, наиболее популярными считаются устройства на 20-35 л., которые позволяют хранить продукты на одного человека в длительном путешествии или компании из 4-5 человек в краткосрочной поездке.